# اساطیر گرجستان
اساطیر گرجستان (گرجی: ქართული მითოლოგია) (به انگلیسی: Georgian mythology) به اساطیر گرجی‌های قبل از مسیحیت اشاره دارد که یک گروه قومی بومی قفقازی اهل گرجستان و قفقاز جنوبی هستند. بسیاری از پژوهشگران یر این باور هستند که اساطیر کارتولی‌ها، بخشی از باورهای دینی پادشاهی ایبری، کولخیس و دیائوخی را تشکیل داده باشند.
عوامل مؤثر بعدی، شامل اساطیر یونان باستان، مردم وایناخ و ایرانی‌ها- آخرین نام اشاره شده، هر دو سیستم باورها و اعتقادات سکاها و سارمات‌ها، کوچ‌نشین‌های شمال ایران را دربر گرفته‌است، و دین زرتشتی امپراطوری ایران باستان که میراث ماندگاری در بین ملت‌های قفقاز باقی گذاشته‌است، می‌باشند. (همچنین مقاله دین‌های ایرانی را مشاهده کنید)